# Hadena nigra
Hadena nigra är en fjärilsart som beskrevs av Turner 1940. Hadena nigra ingår i släktet Hadena och familjen nattflyn. Inga underarter finns listade i Catalogue of Life.